# Selentschuk-Observatorium

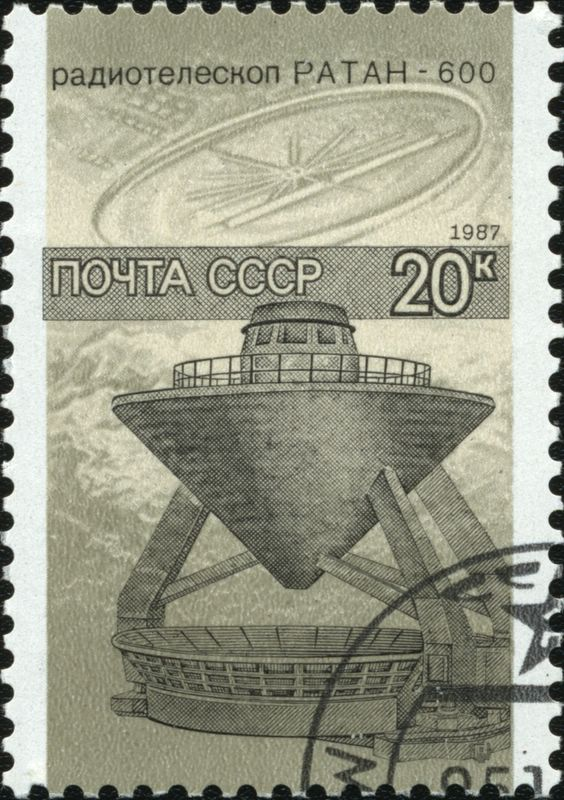
Das Radioteleskop RATAN 600 des Selentschuk-Observatoriums auf einer Briefmarke der UdSSR (1987)

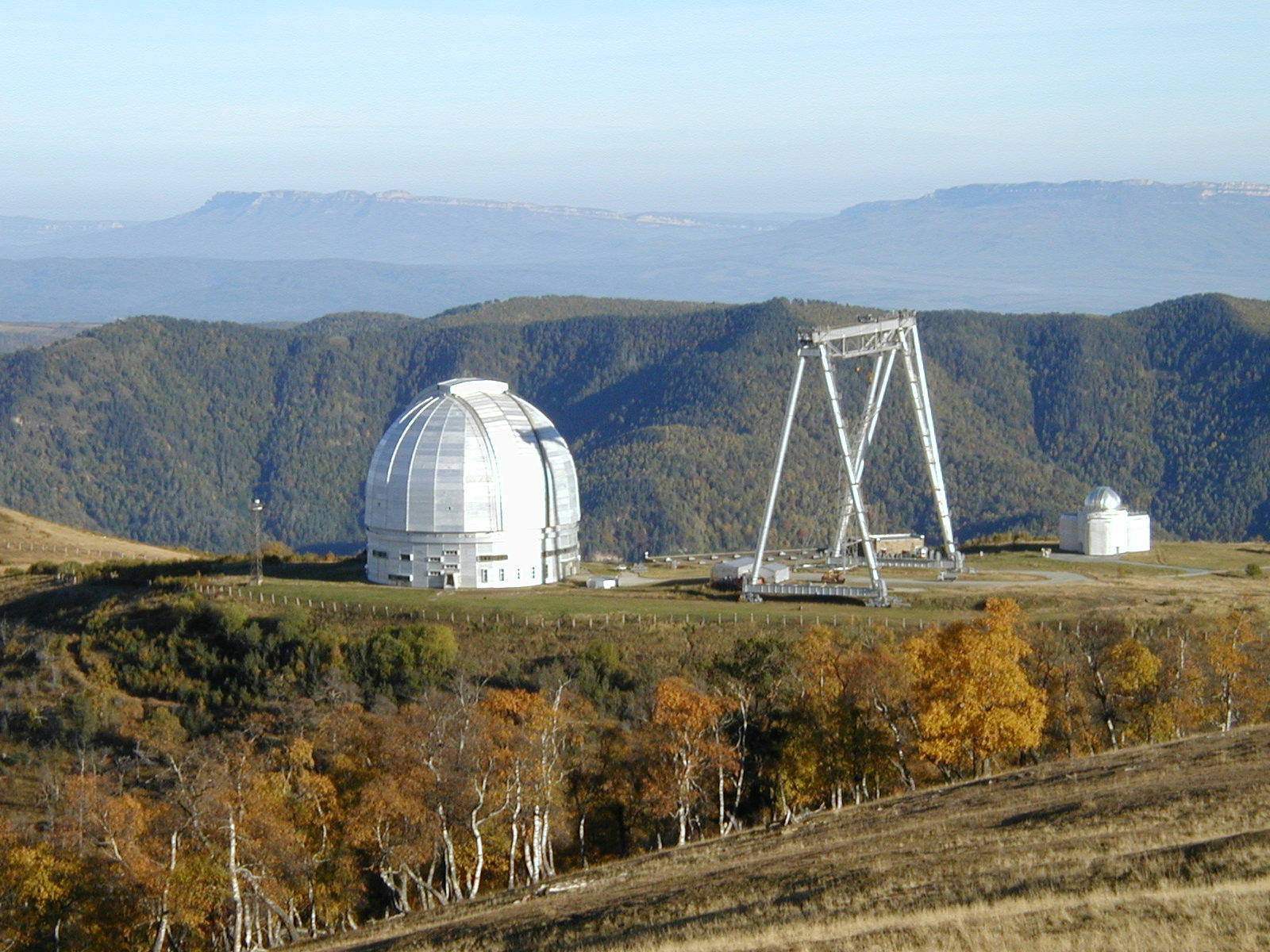
Kuppel des 6-m-Teleskops des Selentschuk-Observatoriums mit 1-m-Zeiss-Teleskop rechts dahinter

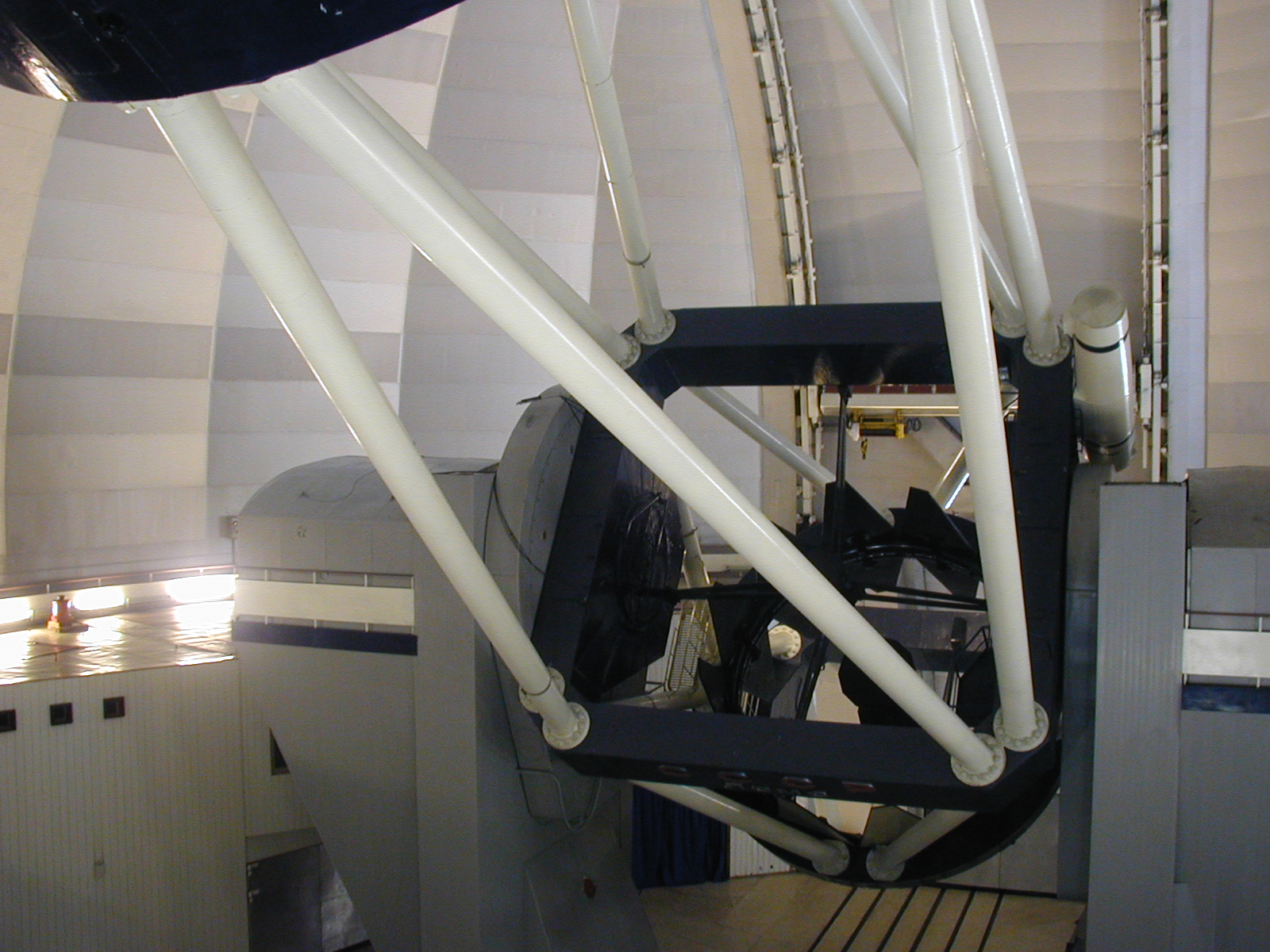
Hauptspiegel des 6-m-Teleskops des Selentschuk-Observatoriums

Das Selentschuk-Observatorium (russisch Зеленчукская обсерватория, offiziell Специальная астрофизическая обсерватория РАН, „Spezielles Astrophysikalisches Observatorium der RAN“) ist die größte und höchstgelegene Sternwarte Russlands (2070 m ü NN).
Sie befindet sich etwa 30 km südlich der Staniza Selentschukskaja (Republik Karatschai-Tscherkessien) im nördlichen Kaukasus und beherbergt das optische BTA 6-Meter-Teleskop sowie das unmittelbar am Ortsrand von Selentschukskaja gelegene Radioteleskop RATAN 600.

## BTA-6
Das Hauptinstrument dieses Observatoriums, das Sechs-Meter-Spiegelteleskop BTA-6 (russisch Большой Телескоп Азимутальный, großes Azimutalteleskop), war zum Zeitpunkt seiner Fertigstellung 1975 bis zu Beginn der 1990er Jahre das größte Teleskop der Welt (davor war es das 5-Meter-Spiegelteleskop von Mount Palomar, USA). Allerdings gab es mit dem 42 Tonnen schweren Spiegel aus Borsilikatglas einige Probleme, sodass er 1978 wegen eines Risses ausgetauscht werden musste. Das Sechs-Meter-Teleskop des Selentschuk-Observatoriums war das erste Großfernrohr, das nicht parallaktisch (äquatorial), sondern azimutal montiert wurde. Dies brachte eine wesentliche Einsparung an Gewicht, aber die Notwendigkeit einer automatischen Bildfeld-Drehung bei Himmelsaufnahmen. Für die Nachführung (Kompensation der Erdrotation) erhielt das Instrument von Beginn an eine Computersteuerung.

## RATAN 600
Das RATAN 600 ist ein Radioteleskop mit 576 Metern Durchmesser.